# 鈴木正行
鈴木 正行（すずき まさゆき、1949年 - ）は、日本の旅行家。

## 人物
1949年、東京都生まれ。東京都立第三商業高等学校を経て、1年間の勤労生活ののち、様々な肉体労働に従事し旅費を稼ぐ。1988年3月、明治大学第二法学部法律学科（夜間部）卒業。1991年3月早稲田大学第二文学部（夜間部）卒業。のち、明治大学第二文学部史学地理学科（夜間部）卒業。1999年3月、上智大学大学院文学研究科新聞学専攻博士前期課程単位取得終了。2008年3月、立教大学大学院21世紀社会デザイン研究科比較組織ネットワーク学専攻修士課程単位取得終了。東アジア、東南アジア、中東、ヨーロッパ、オセアニア、アフリカ、北米、中南米など世界中を旅している。

## 著書
- 「アフリカ漂流 <1> - アジア乞食行」 学文社 2002年6月
- 「アフリカ漂流 <2> - アジア乞食行」 学文社 2006年1月
- 「アフリカ漂流 <3> - アジア乞食行」 学文社 2006年9月
- 「アフリカ漂流 <4> - アジア乞食行」 学文社 2008年9月
- 「アフリカ漂流 <5> - アジア乞食行」 学文社 2003年6月
- 「アフリカ漂流 <6> - アジア乞食行」 学文社 2004年11月
- 「キューバ六日、そしてメヒコ、ジャマイカ　- 二つの豊かさ」 学文社 1997年12月
- 「東南アジア1983年　- タイ、マレーシア、シンガポール、インドネシア、ビルマ、フィリピン紀行」 学文社 1999年11月
- 「アジア西進 - アフリカ以前」 学文社 1993年7月
- 「ブータン小唄 - 雨季千五百km移動行」 学文社 2002年9月
- 「伊豆諸島青ヶ島の村落構造と社会組織 - 島の生活・文化の変容を視点として」 学文社 1998年12月
- 「マダガスカルの風 - 子供の笑顔の素敵な国を歩く」 学文社 2004年12月
- 「パプア・ニューギニア小紀行 - 20日、6都市移動行」 学文社 2001年8月
- 「アルバニア小頃 - ギリシアの向こうへ」 新風舎 1997年1月
- 「インドシナの風 - ベトナム、ラオス、カンボジア小紀行」 学文社 2004年4月
- 「オーストラリアの青空　ニュージーランドのそよ風　- ANZ旅行些末日記」 学文社 2006年12月
- 「カナダ37日 - バンクーバー-モントリオール往復行」 学文社 2000年9月
- 「ヨルダン、イスラエル、そしてシナイ - 12年目の入国」 学文社 1996年12月
- 「韓国自由行 - もう一つの自分」 新風舎 1998年3月
- 「バングラの砂ぼこり - バングラデシュを歩く」 近代文芸社 1996年5月